# Burg Heßberg
Die Burg Heßberg ist eine abgegangene hochmittelalterliche Niederungsburg am rechten Ufer der Werra, etwa drei Kilometer östlich der heutigen Kreisstadt Hildburghausen in Thüringen.
Die Burg befand sich westlich der Kirche und war Stammsitz des gleichnamigen Adelsgeschlechtes von Heßberg.
Geringe Mauerreste, die der Burganlage zugerechnet werden können, wurden unter dem ehemaligen Schulgebäude und westlich der Kirche lokalisiert.

## Beschreibung
Die Burganlage entstand als Nachfolger einer kleinen Höhenburg an der „Heßberger Leite“, die sich am jenseitigen Flussufer befand – deren Standort wird in der Literatur auf dem Wartenberg verortet, im 19. Jahrhundert fand man bei Ausgrabungen Mauerreste und einen Brunnen. Im Jahr 1168 wird der Ortsname Hesseburg erstmals genannt, die zugehörige Burg soll um das Jahr 1000 entstanden sein.
Über die bereits um 1819 durch Abbruch vollkommen zerstörte Burganlage sind bauliche Details überliefert, die ausführlich im Denkmalführer von Paul Lehfeldt wiedergegeben werden:
Der älteste Bautheil des alten Schlosses war ein viereckiger, zweigeschossiger Thurm, an den sich seit 1429 (?) ein Rundbau von Adam und Diez v.Hessberg anschloss. Der Abschluss dieses trug die Jahreszahl 1481. (...) Von da an lagen dort die Stallungen im Erdgeschoss; in der Mauer des Ostbaues führte eine Treppe hinab in einen Raum für Archiv und Aufbahrung adeliger Leichen. Ein an der Zugbrücke gelegener, mit zwei steinernen Bögen überbauter Eingang führte am Burgverlies vorüber; dann ein schräg abfallender Weg zu den Stallungen und dem Schlosshof. Südwestlich nächst der sogen. Küche war ein Ziehbrunnen. Vom Ost-Eingang gelangte man auf breiten Holztreppen in das Obergeschoss, zunächst zu einem breiten Gang, der fast um das ganze Gebäude im Inneren herumführte. Die zwei größten Zimmer im Obergeschoss waren die Bibliothek und der Rittersaal, beide roth bemalt und mit kleinen, in runden Scheiben gefassten Fenstern.
Auf Veranlassung von Carl von Hessberg wurde die Burg von 1817 bis 1819 abgerissen. Mit dem verwertbaren Teil des Baumaterials wurde das sogenannte „Herrenhaus“ auf dem gleichen Grundstück neu errichtet. Es war ein schlichter Bau, von einem Garten umgeben. Mit dem verbliebenen Abbruchmaterial wurde der Burggraben verfüllt, dessen Ausmaße noch als Eintiefungen im Gelände sichtbar waren. Der Bau gelangte 1859/60 durch Verkauf an die Eisenacher Fabrikantendynastie von Eichel-Streiber. Heute ist nichts mehr erhalten, denn der Bau wurde 1948 während der Zeit der sowjetischen Besatzung abgerissen.
Nach der Überlieferung und Gründungslegende des Geschlechts von Heßberg verstarb im Jahr 804 im Kloster Fulda ein hessischer Ritter Hasso, er war Gefolgsmann Kaiser Karls. Seine Nachfahren erhielten vom Kaiser Besitzungen und Privilegien verliehen.
In der Nähe des entstehenden Kloster Veilsdorf konnten die Heßberger ihren Einfluss als Schutzvögte des Klosters nutzen, um nach und nach in den Klosterdörfern eigene Güter und Ländereien zu erwerben und nutzen, die sie meist als Gegenleistung für ihre Dienste verliehen bekamen. Die Ritter waren mit dem Veilsdorfer Ortsadel verschwägert.